# Cage the Elephant (альбом)
Cage the Elephant — дебютный студийный альбом американской рок-группы Cage the Elephant, спродюсированный Джеем Джойсом и выпущенный в Европе на лейбле Relentless Records 23 июня 2008 года, а 19 мая 2009 года в Соединённых Штатах на Zomba/Red Ink. По состоянию на январь 2011 года в США было продано 405 000 экземпляров альбома.
Cage the Elephant дебютировал на 38-м месте в британском чарте альбомов и на 171-м в американском Billboard 200, где позже поднялся до 67-го. После выпуска второго альбома группы Thank You, Happy Birthday он вновь появился в хит-параде США и на сегодняшний день добрался до 59-й позиции.
Первому и второму синглам из альбома «Free Love» и «In One Ear» не удалось попасть в чарты. Однако третий сингл «Ain’t No Rest for the Wicked» занял 32-е место в британском чарте синглов, а американское издание 2009 года имело успех в биллбордовских чартах, заняв третью строчку в чарте Modern Rock Tracks, 11-ю — в Mainstream Rock Tracks и 83-ю — в Hot 100. Песня также появилась в многочисленных телепрограммах и на заставке видеоигры Borderlands, став самой известной работой коллектива. «Back Against the Wall» стала четвёртым синглом из альбома и первым хитом номер один группы в чарте Alternative Songs, а также заняла 26-е место в Mainstream Rock Tracks и 12-е — в Rock Songs.

## Список композиций
Все песни написаны группой Cage the Elephant.
1. «In One Ear» — 4:01
2. «James Brown» — 3:20
3. «Ain’t No Rest for the Wicked» — 2:55
4. «Tiny Little Robots» — 4:10
5. «Lotus» — 3:16
6. «Back Against the Wall» — 3:48
7. «Drones in the Valley» — 2:27
8. «Judas» — 3:26
9. «Back Stabbin' Betty» — 3:39
10. «Soil to the Sun» — 3:17
11. «Free Love» — 3:28
12. «Cover Me Again» — 3:15

## Участники записи
Cage the Elephant
- Мэтью Шульц — вокал
- Брэд Шульц — гитара
- Джаред Чемпион — ударные, перкуссия
- Дэниел Тиченор — бас-гитара, вокал
- Линкольн Периш — соло-гитара

Технический персонал
- Джей Джойс — продюсер
- Джейсон Холл — звукорежиссёр
- Хоуи Вайнберг — мастеринг

## История релиза
| Регион | Дата         | Лейбл              | Формат | Номер по каталогу            |
| ------ | ------------ | ------------------ | ------ | ---------------------------- |
| Европа | 23 июня 2008 | Relentless Records | CD     | CDRELX17, 50999 206399 2 1   |
| США    | 19 мая 2009  | Jive Records       | CD     | 88697-49658-1, 88697-49658-2 |